# Horní Vsacko
Horní Vsacko este o arie protejată (arie de protecție specială avifaunistică — SPA) din Republica Cehă întinsă pe o suprafață de 26.977,65 ha, integral pe uscat.

## Localizare
Centrul sitului Horní Vsacko este situat la coordonatele 49°19′57″N 18°13′06″E / 49.3325°N 18.218333°E.

## Înființare
Situl Horní Vsacko a fost declarat arie de protecție specială avifaunistică în decembrie 2004 pentru a proteja 7 specii de animale.

## Biodiversitate
Situată în ecoregiunea continentală, aria protejată nu include niciun habitat protejat.
La baza desemnării sitului se află mai multe specii protejate de  păsări (7): cocoșul de mesteacăn (Bonasa bonasia), barză neagră (Ciconia nigra), cristeiul de câmp (Crex crex), ciocănitoare cu spate alb (Dendrocopos leucotos), muscar (Ficedula parva), sfrâncioc roșiatic (Lanius collurio), ciocănitoare de munte (Picoides tridactylus).